# Gary Geddes
Gary Geddes est né à Vancouver, en Colombie-Britannique, le 9 juin 1940. Il est professeur, éditeur, anthologiste, poète et romancier. Il est, selon George Woodcock, « Le meilleur poète politique du Canada ».

## Biographie

### Jeunesse et carrière académique
Gary Geddes est né à Vancouver en 1940. À l'exception d'un séjour de quatre ans dans les Prairies canadiennes, il a passé la majeure partie de sa vie sur la côte ouest canadienne. Avant d'être écrivain, il a cumulé plusieurs emplois. Il a été pêcheur, travailleur à la raffinerie de sucre de Colombie-Britannique, ainsi que conducteur d'un bateau taxi,.
C'est par après qu'il fait son entrée dans le milieu universitaire. Il a d'abord terminé son diplôme en anglais et en philosophie à l'Université de Colombie-Britannique. À la suite de cela, il a enseigné près d'un an sur l'île de Texada. Il a obtenu un diplôme de troisième cycle en éducation à la Reading University of U.K. pour ensuite faire ses études à la maîtrise et au doctorat à l'Université de Toronto. Il a enseigné la création littéraire dans diverses instituions au Canada et à l'étranger, dont la Western Washington University, où il a été nommé professeur émérite de culture canadienne, l'Université de Victoria ainsi que l'Université Concordia,.

### Carrière littéraire
Même s'il a une renommée dans le monde académique, il est principalement connu pour son travail d'écrivain. En effet, il a écrit une trentaine de livres de poésie, de fiction, de théâtre, de critiques. Il a également traduit plusieurs œuvres en anglais. Il a été très actif dans la promotion d'autres écrivains canadiens.
Ses anthologies pédagogiques parues chez Oxford comme 20th-Century Poetry & Poetics et 15 Canadian Poets ont fait l'objet de plusieurs éditions et ont eu un impact énorme sur l'enseignement de la poésie au Canada.
Il a été l'éditeur fondateur d'une série de monographies critiques intitulées Studies in Canadian Literature. Il a également révisé les manuscrits de poésie pour la The Globe and Mail et a lancé plusieurs maisons d'édition dont Quandrant Editions en 1981 et Cormorant Books en 1986. Ces maisons d'édition sont célèbres pour des titres comme Lives of the Saints de Nino Ricci, Lost Causes de José Leandro Urbina et When the Words de John Asfour.
Le premier travail significatif de Gary Geddes, Letter of the Master of Horse examine le dilemme de l'homme soumis à l'autorité politique, thème récurrent dans ses écrits.
Il a été écrivain en résidence dans plusieurs institutions telles que : l'Université de l'Alberta, l'Université d'Ottawa, au Green College (Université de la Colombie-Britannique), à l'Université de l'île de Vancouver, à la Bibliothèque publique de Vancouver, et l'Université du Missouri.
Il a une notoriété à l'international. En effet, il a donné des conférences dans plusieurs pays : en Chine, au Japon, en Indonésie, aux Philippines, au Chili, au Costa Rica, au Nicaragua, aux États-Unis, en Angleterre, en Irlande, en Écosse, aux Pays-Bas, en Belgique, en Allemagne, en Israël et en Palestine. Son œuvre a d'ailleurs été traduite en néerlandais, en mandarin, en espagnol, en portugais, en italien et en français.
Parmi les prix nationaux et internationaux qu'il a remportés, on compte la Médaille EJ Pratt pour la poésie, le National Gold Award for Hong Kong, le Canadian Authors Association Literary Award, le Prix du lieutenant-gouverneur pour l'excellence littéraire et plusieurs autres prix.
Aujourd'hui, il vit à French Beach sur l'Île de Vancouver avec sa femme, la romancière Ann Erikson. D'ailleurs plusieurs de ses œuvres témoignent de son amour de la Colombie-Britannique : Rivers Inlet (1972), Shookum Wawa : Writings of the Canadian Northwest (1975),  ainsi que Vancouver : Soul of a City (1986). Aussi, son retour en Colombie-Britannique est célébré son livre de non-fiction intitulé Sailing Home : A Journey Throught Time, Place and Memory (2001).

## Œuvre

### Poésie
- Poems, Waterloo, Waterloo Lutherian University, 1971, 16 p.
- Rivers Inlet, Vancouver, Talonbooks, 1971, 44 p.
- Snakeroot, Vancouver, Talonbooks, 1973, 40 p.
- Letter of the Master of Horse, Toronto, Oberon Press, 1973, 41 p.  (ISBN 9780887500732)
- War & other measures, Toronto, Anansi, 1976, 76 p.  (ISBN 9780887840364)
- The Acid Test, Winnipeg, Turnstone Press, 1981, 79 p.  (ISBN 9780888010636)
- The Terracotta Army, Toronto, Oberon Press, 1984, 55 p.  (ISBN 9780887505294)
- L'armée de terre cuite, Montréal, Éditions du Noroît, 2009, 55 p.  (ISBN 9782890186583)
- Changes of State, Mosse Jaw, Coteau Books, 1986, 67 p.  (ISBN 9780919926523)
- Hong Kong Poems, Toronto, Oberon Press, 1987, 67 p.  (ISBN 9780887506741)
- No Easy Exit, Lantzville, Oolichan Books, 1989, 89 p.
- Light of Burning Towers, Montréal, Véhicule Press, 1990, 160 p.  (ISBN 9781550650075)
- Girl by the Water, Winnipeg, Turnstone Press, 1994, 125 p.  (ISBN 9780888011787)
- The Perfect Cold Warrior, Kingston, Quarry Press, 1995, 108 p.  (ISBN 9781550821406)
- Active Trading: Selected Poems 1970-1995, Fredericton, Goose Lane, 1996, 122 p.  (ISBN 9780864921987)
- Flying Blind, Fredericton, Goose Lane, 1998, 103 p.  (ISBN 9780864922328)
- Skaldance, Fredericton, Goose Lane, 2004, 98 p.  (ISBN 9780864923875)
- Falsework, Fredericton, Goose Lane, 2007, 127 p.  (ISBN 9780864924988)
- Swimming Ginger, Fredericton, Goose Lane, 2010, 93 p.  (ISBN 9780864926265)
- What Does A House Want?, Pasadena, Red Hen Press, 2014, 239 p.  (ISBN 9781597092760)
- The Resumption of Play, Toronto, Quattro Books, 2016, 102 p.  (ISBN 9781927443873)

### Fiction
- The Unsettling of the West, Ottawa, Oberon Press, 1986, 95 p.  (ISBN 9780887506468)

### Non-fiction
- Letters from Managua: Meditations on Politics & Art, Kingston, Quarry Press, 1990, 111 p.  (ISBN 9781550820065)
- Sailing Home: A Journey through Time, Place & Memory, Toronto, Harper Flamingo Canada, 2001, 336 p.  (ISBN 9780002000079)
- Kingdom of Ten Thousand Things: An Impossible Journey from Kabul to Chiapas, New York, Sterling, 2007, 383 p.  (ISBN 9781402743634)
- Drink the Bitter Root: A Search for Justice and Healing in Africa, Berkeley, Counterpoint, 2012, 232 p.  (ISBN 9781582437880)
- Medicine Unbundled: A Journey through the Minefields of Indigenous Health Care, Victoria, Heritage House Publishing Company Ltd, 2017, 315 p.  (ISBN 9781772031645)

### Théâtre
- Les Maudits Anglais, Toronto, Playwrights Canada, 1984, 74 p.  (ISBN 9780887543739)

### Essais
- Conrad's Later Novels, Montréal, McGill-Queen's University Press, 1980, 223 p.  (ISBN 9780773503571)
- Out of the Ordinary: Politics, Poetry & Narrative, Vernon, Kalamalka Press, 2009, 109 p.  (ISBN 9780973805789)
- Bearing Witness, Nanaimo, Arbutus Editions, 2016, 43 p.  (ISBN 9781928172093)

### Anthologie
- 20th-Century Poetry & Poetics, Toronto, Oxford University Press, 1969, 605 p.  (ISBN 9780195401516)
- Skookum Wawa: Writings of the Canadian Northwest, Toronto, Oxford University Press, 1975, 336 p.  (ISBN 9780195402452)
- Divided We Stand, Toronto, P. Martin Associates, 1977, 216 p.  (ISBN 9780887781742)
- The Inner Ear, Dunvegan, Quadrant Editions, 1982, 208 p.  (ISBN 9780864950215)
- Chinada: Memoirs of the Gang of Seven, Dunvegan, Quadrant Editions, 1982, 163 p.  (ISBN 9780864950192)
- Vancouver: Soul of A City, Vancouver, Douglas & McIntyre, 1986, 328 p.  (ISBN 9780888944795)
- Compañeros: Writings about Latin America, Dunvegan, Cormorant Books, 1990, 320 p.  (ISBN 9780920953372)
- The Art of Short Fiction: An International Anthology, Toronto, HarperCollins Publishers, 1993, 916 p.  (ISBN 9780006474241)
- 15 Canadian Poets Times x 3, Don Mills, Oxford University Press, 2001, 622 p.  (ISBN 9780195416435)
- 70 Canadian Poets, Don Mills, Oxford University Press, 2014, 499 p.  (ISBN 9780199001903)

## Prix et honneurs
- 1970 : Médaille E.J. Pratt, prix pour la poésie

- 1981 : Prix national de poésie (pour « The Acid Test »)[1]
- 1982 : Canadian Authors Association Literary Award, poetry[6]
- 1985 : Prix du meilleur meilleur livre américain, Concours de poésie du Commonwealth (pour The Terracotta Army)[1]
- 1987 : Writers' Choice Award[6]
- 1987 : National Magazine Gold Award for Hong Kong[1].
- 1989 : Prix Archibald Lampman[6].
- 1993 : En lice pour le Arvon International Poetry Competition[6].
- 1996 : Prix Gabriela Mistral du remis par gouvernement du Chili[1].
- 1996 : Poetry Book Society Recommendation (pour Active Trading)[1].
- 2007 : Doctorat honorifique en droit, Royal Roads University[1].
- 2008 : Prix du lieutenant-gouverneur pour l'excellence littéraire, Colombie-Britannique[2].
- 2011 : Médaille de bronze. Independent Publisher Book Award (pour Swimming Ginger)[6].
- 2018 : Freedom to Read Award (The Writers Union of Canada)[1].